# Selce, Tolmin
Selce este o localitate din comuna Tolmin, Slovenia, cu o populație de 12 locuitori.